# China Shavers
China Shavers (nacida el 16 de junio de 1977) es una actriz estadounidense, conocida por su papel secundario como Brooke Harper en el drama de instituto Boston Public y como Dreama en el sitcom supernatural Sabrina, the Teenage Witch. 

## Carrera
Shavers tuvo un papel recurrente en la serie de televisión ER. Sus apariciones como invitada incluyen papeles en Beverly Hills, 90210, The District, Gilfriends y Sleeper Cell, entre otras. Ha aparecido en películas como National Lampoon's Adam & Eve, The Glass House, Not Another Teen Movie y Dorm Daze 2.

## Filmografía
| Año  | Título                        | Papel                      | Notas |
| ---- | ----------------------------- | -------------------------- | ----- |
| 2001 | The Glass House               | E.B.                       |       |
| 2001 | Not Another Teen Movie        | Animadora de North Compton |       |
| 2005 | Nacional Lampoon's Adam & Eve | Sarah                      |       |
| 2008 | Killer Pad                    | Shirley (desacreditado)    |       |
| 2010 | Beginners                     | Shauna                     |       |

| Año       | Título                         | Papel               | Notas                                |
| --------- | ------------------------------ | ------------------- | ------------------------------------ |
| 1996      | Harambee!                      | Shanora             | Película                             |
| 1997      | New York Undercover            | Dana Herrington     | Episodio: "Fade Out"                 |
| 1998      | Felicity                       | R.Un. #5            | Episodio: "Drawing the Line: Part 1" |
| 1999      | Any Day Now                    | Shanice             | Episodio: "Trust Me"                 |
| 1999      | V.I.P.                         | Cheryl              | Episodio: "Val on the Run"           |
| 1999      | Beverly Hills, 90210           | Linda Barret        | Episodio: "Bobbi Dearest"            |
| 1999–2000 | Sabrina, cosas de brujas       | Dreama              | 12 episodios                         |
| 2000      | The District                   | Alicia Ray          | Episodio: "Pot Scrubbers"            |
| 2001      | When Billie Beat Bobby         | Chica de baloncesto | Película                             |
| 2001–03   | Boston Public                  | Brooke Harper       | 26 episodios                         |
| 2005      | Sleeper Cell                   | Nichelle            | Episodio: "Inmigrant"                |
| 2005–06   | ER                             | Olivia Evans        | 7 episodios                          |
| 2006      | Twenty Questions               | Angela Selfridge    | Película                             |
| 2006      | Nacional Lampoon's Dorm Daze 2 | Robin Daniels       | Vídeo                                |
| 2007      | Girlfriends                    | Alicia              | Episodio: "Time to Man Up"           |
| 2007      | Sin Rastro                     | Rhonda Brewer       | Episodio: "Baggage"                  |
| 2010      | Salvando a Grace               | Maya Taylor         | Episodio: "Let's Talk"               |
| 2010      | House M.D.                     | Hanna               | Episodio: "Help Me"                  |